# Ca l'Isidret Vell
Ca l'Isidret Vell, o Cal Zidret Vell, era una masia del poble de Bigues, en el terme municipal de Bigues i Riells, a la comarca catalana del Vallès Oriental.
Es troba en el sector nord-oriental del terme municipal, al nord-est de Can Mai-hi-són i a llevant de Ca l'Isidre de Dalt. És a l'esquerra del torrent de Can Riera i a la dreta del torrent de Ca l'Isidret Vell, a la carena que des de l'entreforc d'aquests dos torrents s'adreça cap al nord-est, al nord de la Vall Blanca i al sud-est de Can Riera.
Actualment és una explotació agropecuària en actiu: les Granges de l'Isidret Vell.
Està inclosa en el Catàleg de masies i cases rurals de Bigues i Riells.